# 陳潤児
陳 潤児（ちん じゅんじ、1957年10月16日 - ）は、中華人民共和国の官僚、政治家。湖南省株洲市茶陵県出身。現職は寧夏回族自治区党委書記。第17期、18期党中央候補委員、19期党中央委員。第13期全国人大代表。

## 経歴
1957年10月16日、湖南省株洲市茶陵県で生まれる。1985年7月に湖南道路交通大学を卒業後、同年、茶陵県党委員会常務委員兼副県長に就任。1987年4月、茶陵県党委副書記兼県長に昇格。1990年9月、茶陵県党委書記に昇格、同時に茶陵県党委副書記兼県長を辞任。1992年9月、同省郴州市に転任し、同市党委副書記、書記を歴任。1997年8月、婁底市党委副書記に転任し、チン州市党委副書記を退く。1992年2月、長沙市に移り、湖南省地質鉱物庁副庁長、党組副書記、のち主席書官に就任。翌年4月、党務に転じて湘潭市に赴任し、湘潭市党委副書記、市長代行に就任した。翌年1月に湘潭市市長に当選。2003年2月、湘潭市党委書記を担当した。2006年11月23日、49歳の陳潤児は中国共産党湖南省委員会常務委員、長沙市党委書記を担当。
2013年4月16日、黒竜江省党委副書記に転出。
2016年3月26日、河南省党委書記に転出。河南省第12期人民代表大会第6回会議で4月7日、陳潤児が省長に選出された。2017年10月24日、第19回党大会で党中央委員に選出される。
2019年10月25日、石泰峰の後任として、寧夏回族自治区党委書記に任命された。翌年1月15日には同省人代常務委員会主任を兼務する。